# Граф Уорик

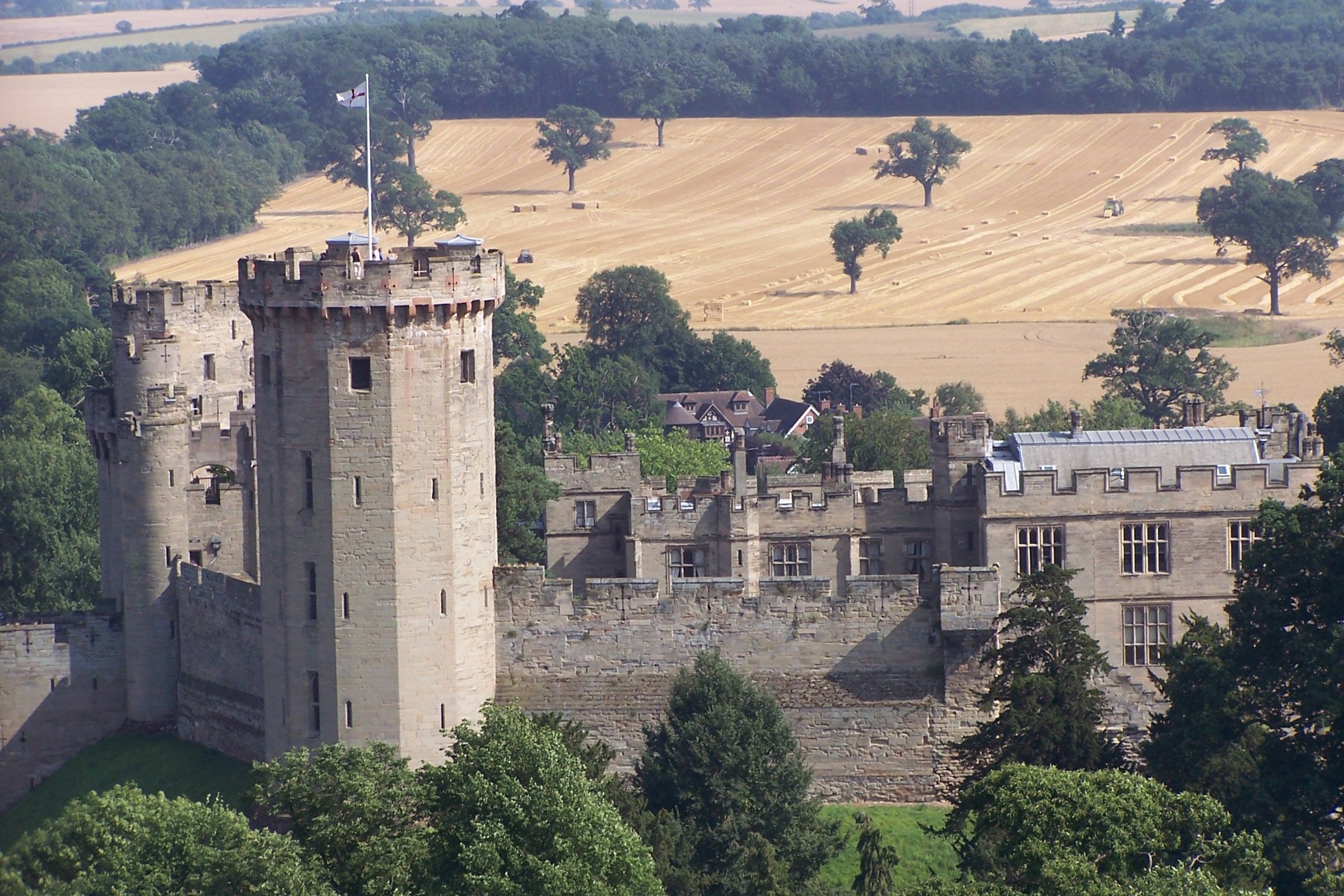
Уорикский замок

Граф Уорик (англ. Earl of Warwick) — один из старейших графских титулов Англии и Великобритании, существующий до настоящего времени. Обладание титулом в Средние века было соединёно с владением Уорикским замком. Право на ношение титула графа Уорика передавалось и по женской линии, что привело к неоднократной смене династий его владельцев в пределах одной креации титула. Среди носителей титула наиболее известен Ричард Невилл, граф Уорик (ум. 1471), один из крупнейших полководцев и политических деятелей Англии эпохи войны Алой и Белой розы, получивший прозвище «Делатель королей». C 1759 года титул принадлежит дворянскому дому Гревилл.
Современные носители титула графа Уорика (креация 1759, пэрство Великобритании) также обладают титулами барона Брука (1621, пэрство Англии) и графа Брука (1746, пэрство Великобритании). Нынешний граф Уорик — Гай Дэвид Гревилл (род. 1957), 9-й граф Уорик и 9-й граф Брук. Его сын и наследник в качестве «титула учтивости» использует титул лорда Брука. Уорикский замок в настоящее время графам не принадлежит, он продан в 1978 году группе Тюссо, одной из крупнейших в мире компаний сферы организации досуга и развлечений.

## История титула

Герб Ричарда Невилла, графа Уорика. В состав герба входят родовые гербы Бомонов, Бошанов, младшей линии Невиллов, Монтегю, Деспенсеров и де Клеров.

Впервые титул графа Уорика возник в 1088 году, когда король Вильгельм II присвоил его Генриху де Бомону, младшему сыну Роджера, графа Мёлана, отличившемуся при подавлении восстания баронов 1088 года. Потомки первого графа из дома де Бомон носили этот титул до 1253 года. В 1268 году титул перешёл к Уильяму де Бошану, внуку последней графини Уорик из рода де Бомон. Его сын, Ги де Бошан, 10-й граф Уорик, был одним из лидеров английских баронов, выступивших против короля Эдуарда II и его фаворита Пирса Гавестона. В конце XIV века Томас де Бошан, 12-й граф Уорик, принимал активное участие в движении лордов-апеллянтов, протестовавших против абсолютистских тенденций правления Ричарда II, за что был арестован, приговорён к пожизненному заключению и получил свободу только после воцарения Генриха IV. Его сын Ричард был послом Генриха V на Констанцском соборе, а затем служил воспитателем юного Генриха VI и руководил обороной Нормандии против французов.
Единственный сын Ричарда Генри умер в 1445 году, после чего земельные владения Бошанов и титул графа Уорика перешли к Ричарду Невиллу, женатому на его младшей сестре. Ричард Невилл таким образом стал одним из наиболее богатых и влиятельных английских аристократов, чьи владения включали в себя обширные территории в Средней Англии, Йоркшире, Гламорган и Моргануг. В период войны Алой и Белой розы граф Уорик стал одним из лидеров партии Йорков, одержал ряд побед над королевскими войсками, в том числе в сражениях при Нортгемптоне и Таутоне, и обеспечил приход к власти в 1461 году Эдуарда IV Йорка. При нём Ричард Невилл занял центральное место в государственной администрации Англии, однако вскоре поссорился с королём и, перейдя на сторону Ланкастеров, сверг Эдуарда IV и в 1470 году возвратил престол Генриху VI. Та роль, которую граф Уорик сыграл в войне Алой и Белой розы обеспечила ему прозвище «Делатель королей». В 1471 году, однако, сторонники Йорков высадились в Англии и разбили войска Ричарда Невилла в битве при Барнете, в которой граф Уорик был убит.

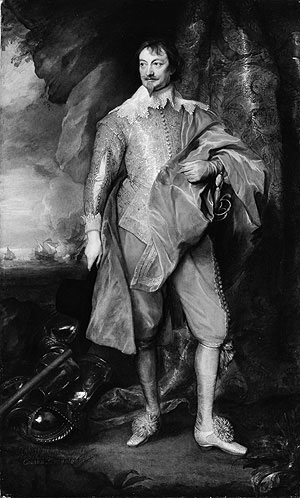
Роберт Рич, 2-й граф Уорик. Портрет работы ван Дейка

После его смерти титул графа Уорика перешёл к Эдварду, сыну Джорджа, герцога Кларенса, младшего брата короля Эдуарда IV, и Изабеллы Невилл, дочери «Делателя королей». Юный Эдвард бо́льшую часть жизни провёл в тюрьме, где его содержали сначала Ричард III, а затем Генрих VII, для которых Уорик представлял угрозу как ближайший наследник английского престола. В 1499 году, после захвата Перкина Уорбека, одного из претендентов на корону Англии, Эдвард был казнён по подозрению в сотрудничестве с ним, а титул графа Уорика перестал существовать.
Вторая креация титула состоялась в 1547 году Новым графом Уориком стал Джон Дадли, один из ближайших соратников короля Генриха VIII, выдающийся полководец, захвативший Булонь во Франции и Эдинбург в Шотландии. Титул графа он получил от Эдуарда VI, в период несовершеннолетия которого Джон Дадли был фактически регентом и правителем Англии. Однако после смерти Эдуарда VI граф Уорик был казнён за попытку посадить на английский престол леди Джейн Грей, жену своего младшего сына. Тем не менее титул графа Уорика был сохранён за его наследниками, которые носили его до 1590 года.
Возрождение титула произошло при Якове I. В 1618 году графом Уориком стал Роберт Рич, женатый на сестре графа Эссекса, сначала фаворита, а затем главного врага королевы Елизаветы. Его сын Роберт Рич, 2-й граф Уорик, был пуританином и сыграл значительную роль в организации первых английских колоний в Северной Америке. Дом Ричей носил титул графа Уорика до 1759 году, когда после смерти последнего представителя этого рода титул был передан Фрэнсису Гревиллу, графу Бруку, происходившему из старинного рода де Бошанов и владельцу Уорикского замка. Потомки Фрэнсиса Гревилла продолжают носить титул графа Уорика до настоящего времени.

## Список графов Уорик

Герб Уорикской линии дома де Бомон

Герб дома де Бошан

Герб дома Невилл

Герб дома Дадли

Герб дома Рич

Герб дома Гревилл

### Графы Уорик, первая креация (1088)
- Генрих де Бомон, 1-й граф Уорик (ок. 1048 — 20 июня 1119), младший сын Роджера де Бомона, графа Мёлан (ок. 1015—1094)
- Роджер де Бомон, 2-й граф Уорик (ок. 1102 — 2 июня 1153), старший сын предыдущего;
- Уильям де Бомон, 3-й граф Уорик (ок. 1140 — 15 ноября 1184), старший сын предыдущего;
- Валеран де Бомон, 4-й граф Уорик (1153 — 24 декабря 1204), второй сын Рожера де Бомон;
- Генрих де Бомон, 5-й граф Уорик (ок. 1195 — 10 октября 1229), старший сын предыдущего;
- Томас де Бомон, 6-й граф Уорик (1208 — 26 июня 1242), единственный сын предыдущего;
- Маргарита де Бомон, 7-я графиня Уорик (ум. 3 июня 1253), дочь Генриха де Бомона, 5-го графа Уорика, сестра предыдущего;
  - Джон Маршал IV (ум. 1242), первый муж Маргариты де Бомон;
  - Жан дю Плесси (ум. 1263), второй муж Маргариты де Бомон;
- Уильям де Модит, 8-й граф Уорик (ок. 1220 — 8 января 1268), сын Алисы де Бомон, дочери Валерана де Бомона, 4-го графа Уорика;
- Уильям де Бошан, 9-й граф Уорик (ок. 1237 — 5/9 июня 1298), сын Уильяма де Бошана из Элмли и Изабеллы Модит, племянник предыдущего;
- Ги де Бошан, 10-й граф Уорик (ок. 1272 — 12 августа 1315), единственный сын предыдущего;
- Томас де Бошан, 11-й граф Уорик (14 февраля 1313 — 13 ноября 1369), старший сын предыдущего;
- Томас де Бошан, 12-й граф Уорик (ок. 1339 — 8 апреля 1401), второй сын предыдущего;
- Ричард де Бошан, 13-й граф Уорик (25 января 1382 — 30 апреля 1439), единственный сын предыдущего;
- Генри де Бошан, герцог Уорик (22 марта 1425 — 11 июня 1445), единственный сын предыдущего;
- Анна де Бошан, 15-я графиня Уорик (ум. 3 января 1449), единственная дочь предыдущего;
- Анна Невилл, 16-я графиня Уорик (сентябрь 1426 — 20 сентября 1492), младшая сестра Генри де Бошана, 1-го герцога Уорика;
  - Ричард Невилл, 16-й граф Уорик «Делатель королей» (22 ноября 1428 — 14 апреля 1471), сын Ричарда де Невилла, 5-го графа Солсбери (1400—1460), муж предыдущей;
- Эдвард Плантагенет, 17-й граф Уорик (21 февраля 1475 — 28 ноября 1499), старший сын Джорджа Плантагенета, 1-го герцога Кларенса (1449—1478), и леди Изабель Невилл (1451—1476), внук предыдущих, титул конфискован в 1499 году.

### Графы Уорик, вторая креация (1547)
- Джон Дадли, 1-й герцог Нортумберленд, 1-й граф Уорик (1501 — 22 августа 1553), старший сын Эдмунда Дадли (ок. 1462—1510);
- Джон Дадли, 2-й граф Уорик (ок. 1527 — 21 октября 1554), третий сын предыдущего;
- Амброз Дадли, 3-й граф Уорик (ок. 1530 — 21 февраля 1589), младший брат предыдущего.

### Графы Уорик, третья креация (1618)
- Роберт Рич, 1-й граф Уорик (декабрь 1559 — 24 марта 1619), сын Роберта Рича, 2-го барона Рича (ок. 1538—1581);
- Роберт Рич, 2-й граф Уорик (5 июня 1587 — 19 апреля 1658), старший сын предыдущего;
- Роберт Рич, 3-й граф Уорик (28 июня 1611 — 29 мая 1659), старший сын предыдущего;
- Чарльз Рич, 4-й граф Уорик (1619 — 24 августа 1673), второй сын 2-го графа Уорика, младший брат предыдущего;
- Роберт Рич, 5-й граф Уорик (1620 — апрель 1675), 2-й граф Холланд, старший сын Генри Рича, 1-го графа Холланда (1590—1649), двоюродный брат предыдущего;
- Эдвард Рич, 6-й граф Уорик (1673 — 31 июля 1701), 3-й граф Холланд, единственный сын предыдущего от второго брака;
- Эдвард Рич, 7-й граф Уорик (январь 1697 — 16 августа 1721), 4-й граф Холланд, единственный сын предыдущего;
- Эдвард Рич, 8-й граф Уорик (1695—1759), 5-й граф Холланд, сын Коупа Рича, внук Коупа Рича, правнук Генри Рича, 1-го графа Холланда (1590—1649), младшего сына Роберта Рича, 1-го графа Уорика.

### Графы Уорик, четвёртая креация (1759)
- Фрэнсис Гревилл, 1-й граф Уорик (10 октября 1719 — 8 июля 1773), сын Уильяма Гревилла, 7-го барона Брука (1695—1727)
- Джордж Гревилл, 2-й граф Уорик (16 сентября 1746 — 2 мая 1816), старший сын предыдущего;
- Генри Гревилл, 3-й граф Уорик (29 марта 1779 — 10 августа 1853), второй сын предыдущего;
- Джордж Гревилл, 4-й граф Уорик (28 марта 1818 — 2 декабря 1893), единственный сын предыдущего;
- Фрэнсис Гревилл, 5-й граф Уорик (9 февраля 1853 — 15 января 1924), старший сын предыдущего;
- Леопольд Гревилл, 6-й граф Уорик (10 сентября 1882 — 31 января 1928), старший сын предыдущего;
- Чарльз Гревилл, 7-й граф Уорик (4 марта 1911 — 20 января 1984), старший сын предыдущего;
- Дэвид Гревилл, 8-й граф Уорик (15 мая 1934 — 20 января 1996), единственный сын предыдущего;
- Гай Дэвид Гревилл, 9-й граф Уорик (род. 30 июня 1957), единственный сын предыдущего.
- Наследник титула: Чарльз Фульк Честер Гревилл, лорд Брук (род. 27 июля 1982), единственный сын предыдущего.